# Tal como éramos (Los Simpson)
«Tal como éramos» —título original: «The Wayz We Were»— es el cuarto episodio de la trigésimatercera temporada de la serie de televisión animada estadounidense Los Simpson, y el 710 en total. Se emitió en los Estados Unidos en Fox el 17 de octubre de 2021. El episodio fue dirigido por Matthew Nastuk y escrito por Joel H. Cohen.
En este episodio, Moe se reencuentra con su antiguo amor Maya mientras los Simpson lidian con el tráfico en su vecindario. Pamela Reed interpreta a Ruth Powers. El músico Trey Anastasio aparece como él mismo. El episodio recibió críticas mixtas.

## Trama
La calle de Evergreen Terrace sufre un gran atasco y todo el mundo se siente desgraciado. Mientras tanto, Moe Szyslak está sentado en su coche esperando a que el tráfico se mueva cuando ve un coche granate detrás de él y cree recordarlo de su pasado.
Más tarde esa noche, la familia Simpson llama a todo el vecindario para discutir el problema del tráfico, y se enteran de que toda la familia es muy odiada debido a sus molestas payasadas. Tras darse cuenta de que el vecindario les odia, Homer promete redimirse. Después, acude al profesor Frink y éste elimina digitalmente la calle de los mapas, con lo que se libra del tráfico en esa calle. La gente del pueblo aclama a Homer como a un héroe, pero éste se molesta rápidamente por sus alabanzas.
Mientras tanto, Moe descubre que el coche que tiene detrás pertenece a su antigua novia bajita Maya, de «Eeny Teeny Maya Moe». Maya no tarda en pedirle a Moe que vuelvan juntos y él la acepta encantado. Los dos pasan mucho tiempo en el bar y empiezan a cantar, pero a Moe le preocupa que Maya pueda volver a dejarle como todas las demás chicas de su vida.
Moe, apesadumbrado, se dirige a la casa del árbol de Bart con un gran dolor emocional. Homer convence a Moe para que abandone la casa del árbol diciéndole que Maya le quiere y que nunca le dejaría. Los dos se reconcilian y se besan, y Moe le propone matrimonio a Maya, que acepta encantada.

## Producción
El gag del sofá, titulado «¡Viva la princesa Maggie!», fue creado por Stoopid Buddy Stoodios. Producido con animación stop-motion y hecho enteramente de madera, el gag fue dirigido por John Harvatine IV y escrito por Tom Root. Pamela Reed volvió a interpretar el papel de Ruth Powers. El personaje apareció previamente en el episodio de la cuarta temporada «New Kid on the Block», el episodio de la quinta temporada «Marge on the Lam», y el episodio de la decimocuarta temporada «The Strong Arms of the Ma». El músico Trey Anastasio aparece como él mismo. Anastasio apareció previamente con su banda Phish en el episodio de la decimotercera temporada «Weekend at Burnsie's».

## Recepción

### Audiencia
El número de espectadores de este episodio es de 1,51 millones y fue el programa de mayor audiencia de Animation Domination esa noche.

### Respuesta de la crítica
Marcus Gibson de Bubbleblabber dio al episodio un 7,5 sobre 10 afirmando «En general, "The Wayz We Were" no fue tan molesto como estar atrapado en un atasco de tráfico real. Es un episodio divertido y sincero que pone el crecimiento del personaje de Moe en el centro de atención. Habría sido mejor sin el escenario de "Homer resolviendo el atasco", ya que no tuvo mucho impacto, en mi opinión. Aparte de eso, es una historia agradable que da el pistoletazo de salida al futuro de Moe con Maya».
Tony Sokol de Den of Geek le dio al episodio 2.5 de 5 estrellas declarando «"The Wayz We Were" es un episodio tibio, que sólo se calienta ligeramente con las canciones. También es un episodio dulce, que explora la agitación más íntima de Moe, pero no la lleva a ebullición, mucho menos a fuego lento. Moe tiene sexo en esta entrega y sigue sin ser lo suficientemente caliente».